# Bạch Lộc
Bạch Lộc (tiếng Trung: 白鹿; Bính âm: Bái lù), tên khai sinh là Bạch Mộng Nghiên (tiếng Trung: 白梦妍, sinh ngày 23 tháng 9 năm 1994), là một nữ diễn viên, ca sĩ kiêm người mẫu người Trung Quốc. Năm 2024, Bạch Lộc trở thành diễn viên cấp III quốc gia ở Trung Quốc đại lục.
Cô được khán giả biết đến rộng rãi qua các bộ phim Chiêu Diêu, Học Viện Quân Sự Liệt Hoả, Châu Sinh Như Cố, Trường Nguyệt Tẫn Minh, Dĩ Ái Vi Doanh, Ninh An Như Mộng, Bạch Nguyệt Phạn Tinh và Lâm Giang Tiên.

## Tiểu sử
Từ nhỏ, Bạch Lộc đã tiếp xúc và yêu thích văn hóa Hàn Quốc (Làn sóng Hallyu Hàn Quốc). Năm 2012, Bạch Lộc đến Thượng Hải, tham gia đợt tuyển thực tập sinh hải ngoại của SM Entertainment, nhưng đã bị từ chối. Sau đó, Bạch Lộc nhận được lời mời và bắt đầu công việc làm mẫu ảnh song song với việc học. Từ 2013 đến 2016, Bạch Lộc làm mẫu ảnh cho các cửa hàng Taobao OLDTIMES, The Ninth Piece Of The Sea, các studio, nhiếp ảnh gia, chụp hình tạp chí, bìa sách, quay chụp quảng cáo đồng thời tham gia một số phim ngắn mang phong cách duy mỹ của đạo diễn CatTree. 
Bạch Lộc học khoa Tiếng anh thương mại của Trường Kỹ Thuật Nghề - Du Lịch và Thương Mại Thường Châu và tốt nghiệp vào năm 2015. Trong thời gian đi học, cô nhiều lần đoạt danh hiệu học sinh ba tốt, đoàn viên ưu tú; được trao giải nhất cuộc thi viết văn "Phong cách Văn Minh" lần thứ ba của tỉnh Giang Tô. Tháng 7 năm 2016, Bạch Lộc ký hợp đồng với Hoan Ngu Ảnh Thị, chính thức gia nhập vòng giải trí, mở ra sự nghiệp diễn xuất. Ngày 18 tháng 7 cùng năm, MV Lưu Ngôn của Lục Hổ có sự góp mặt của Bạch Lộc ra mắt công chúng, được đánh dấu là tác phẩm đầu tiên của cô trong giới giải trí.

## Sự nghiệp diễn xuất
Bạch Lộc đóng vai thứ chính trong bộ phim truyền hình cổ trang "Phượng Tù Hoàng" của đạo diễn Lý Huệ Châu. Tháng 6 năm 2017, cô và Hầu Minh Hạo đóng vai chính trong phiên bản phim truyền hình của "Tây Du Ký: Nữ Nhi Quốc". Vào tháng 8, Bạch Lộc và Trương Dật Kiệt đóng chung trong bộ phim hài tình cảm "Đại Vương không dễ làm" , đồng thời hát ca khúc chủ đề "Tiểu nhân nghe lệnh" cho bộ phim. Bạch Lộc đóng vai chính cùng Hình Chiêu Lâm trong bộ phim thần tượng "Thế giới nợ tôi một mối tình đầu". Vào tháng 12 cùng năm, tại iQiyi Screaming Night diễn ra tại Bắc Kinh, cô đã giành được giải thưởng "Nghệ sĩ tiềm lực của năm" với vai diễn xuất sắc trong bộ phim "Phượng Tù Hoàng"
Vào ngày 28 tháng 1, bộ phim "Chiêu Diêu" do Bạch Lộc đóng chính cùng Hứa Khải chính thức lên sóng. Ngày 25 tháng 9 bộ phim "Thế giới nợ tôi một mối tình đầu" lên sóng. Ngày 6 tháng 8 cùng năm, bộ phim "Học viện quân sự Liệt Hoả". Vào ngày 27 tháng 9, bộ phim "Nửa là đường mật, nửa là đau thương" lên sóng. Ngày 20 tháng 10 năm 2020, đạt giải thưởng "Nữ diễn viên xuất sắc - phim chiếu mạng" tại lễ trao giải Diễn viên truyền hình Trung Quốc lần thứ 7. Vào ngày 23 tháng 10, bộ phim "Cửu Lưu Bá Chủ" đóng cùng Lai Nghệ được phát sóng trên Tencent Video.
Ngày 26 tháng 2 năm 2021, cô tham gia chương trình "Đêm hội: Nguyên Tiêu Hỷ Lạc Hội" của đài truyền hình Hồ Nam", và biểu diễn ca khúc "Nguyên Tịch Giai Nhân". Vào ngày 26 tháng 7, bộ phim "Ngọc Lâu Xuân" do Bạch Lộc đóng chính cùng Vương Nhất Triết lên sóng. Ngày 18 tháng 8, bộ phim cổ trang "Châu Sinh Như Cố" do cô đóng vai chính cùng Nhậm Gia Luân đã được phát sóng trên IQIYI. Ngày 6 tháng 9, bộ phim "Một Đời Một Kiếp" phần 2 của bộ phim "Châu Sinh Như Cố" do Bạch Lộc cùng Nhậm Gia Luân đóng chính được phát sóng trên IQIYI, đồng thời cô thực hiện ca khúc "Rung động" cho bộ phim. Trong năm đó, cô được IQiyi quốc tế công bố là đại sứ Sweet on. Vào tháng 10, cô tham gia chương trình tạp kỹ "Keep Runing Hoàng Hà mùa 2" của Chiết Giang TV với tư cách là thành viên cố định của chương trình. Vào ngày 5 tháng 11, bộ phim "Trường Nguyệt Tẫn Minh" do Bạch Lộc vai chính cùng với La Vân Hi chính thức khai máy. Cuối năm 2021, Bạch Lộc nhận giải "Nữ diễn viên nổi tiếng của năm" tại iQiyi International Station QAwards 2021.
Đầu năm 2022, cô nhận giải "Diễn viên được yêu thích nhất" tại Đêm văn hóa Trung Quốc ngoại giao toàn cầu lần thứ 7. Ngày 4 tháng 3 năm 2022, Bạch Lộc được công bố là thành viên cố định (MC thường trú) của chương trình tạp kỹ Keep Running mùa 10. Vào ngày 2 tháng 4, bộ phim "Trường Nguyệt Tẫn Minh" chính thức đóng máy. Vào ngày 21 tháng 5, bộ phim truyền hình cổ trang "Ninh An Như Mộng" được chuyển thể từ tiểu thuyết "Khôn Ninh" do Bạch Lộc đóng chính cùng Trương Lăng Hách chính thức được khai máy. Vào ngày 28 tháng 5, bộ phim "Cảnh sát vinh dự" do Bạch Lộc cùng Trương Nhược Quân đóng chính lên sóng. Ngày 25 tháng 6, phát hành MV ca khúc "Trôi dạt ngoài vũ trụ".. 
Đầu năm 2024, Bạch Lộc đoạt giải "Diễn viên đáng chú ý của năm trên Weibo" trong Đêm hội Weibo 2023. Cuối tháng 2, Bạch Lộc đóng máy bộ phim "Bạch Nguyệt Phạn Tinh". Bên cạnh việc đóng phim, Bạch Lộc tiếp tục trở thành thành viên thường trú chương trình "Keep Running". Tháng 4, cô tham dự khai máy bộ phim "Hành môn hữu hồ / Lâm Giang Tiên", Bạch Lộc diễn vai nữ chính Lý Thanh Nguyệt / Hoa Như Nguyệt cùng Tăng Thuấn Hy, đây là một bộ phim về đề tài cổ trang tiên hiệp do iQiyi sản xuất.

## Danh sách phim

### Phim truyền hình
| Năm  | Tác phẩm                                 | Tên tiếng Trung    | Vai diễn                           | Bạn diễn                       | Kênh Phát sóng                          | Ghi chú       |
| 2017 | Đại Vương không dễ làm                   | 大王不容易         | Đát Hỷ                             | Trương Dật Kiệt                | Tencent Video (30-08-2017)              | Vai chính     |
| 2018 | Phượng Tù Hoàng                          | 凤囚凰             | Hoắc Toàn / Lạc Uẩn                | Tống Uy Long, Quan Hiểu Đồng   | Hồ Nam TV, IQIYI (14-01-2018)           | Vai thứ chính |
| 2019 | Chiêu Diêu (Chiêu Dao)                   | 招摇               | Lộ Chiêu Diêu (Lộ Chiêu Dao)       | Hứa Khải                       | Hồ Nam TV, IQIYI (28-01-2019)           | Vai chính     |
| 2019 | Học viện quân sự Liệt Hỏa                | 烈火军校           | Tạ Tương / Tạ Lương Thần           | Hứa Khải                       | IQIYI (06-08-2019)                      | Vai chính     |
| 2019 | Thế giới nợ tôi một mối tình đầu         | 世界欠我一个初恋   | Hình Vận                           | Hình Chiêu Lâm                 | IQIYI (25-09-2019)                      | Vai chính     |
| 2020 | Nửa là đường mật, nửa là đau thương      | 半是蜜糖半是伤     | Giang Quân                         | La Vân Hi                      | IQIYI (27-09-2020)                      | Vai chính     |
| 2020 | Cửu Lưu Bá Chủ                           | 九流霸主           | Long Ngạo Nhất                     | Lại Nghệ                       | Tencent Video (23-10-2020)              | Vai chính     |
| 2021 | Ngọc Lâu Xuân                            | 玉楼春             | Lâm Thiếu Xuân                     | Vương Nhất Triết               | Youku (26-07-2021)                      | Vai chính     |
| 2021 | Châu Sinh Như Cố / Trường An Như Cố      | 周生如故           | Thôi Thời Nghi / Thập Nhất         | Nhậm Gia Luân                  | IQIYI (18-08-2021)                      | Vai chính     |
| 2021 | Một Đời Một Kiếp / Nhất Sinh Nhất Thế    | 一生一世           | Thời Nghi                          | Nhậm Gia Luân                  | IQIYI (06-09-2021)                      | Vai chính     |
| 2022 | Cảnh sát vinh dự                         | 警察荣誉           | Hạ Khiết                           | Trương Nhược Quân              | CCTV8, IQIYI (28-05-2022)               | Vai chính     |
| 2023 | Trường Nguyệt Tẫn Minh                   | 长月烬明           | Lê Tô Tô / Diệp Tịch Vụ / Tang Tửu | La Vân Hi                      | Youku (06-04-2023)                      | Vai chính     |
| 2023 | Dĩ Ái Vi Doanh / Trêu Nhầm Yêu Thật      | 以爱为营           | Trịnh Thư Ý                        | Vương Hạc Đệ                   | Hồ Nam TV, Mango TV, IQIYI (03-11-2023) | Vai chính     |
| 2023 | Ninh An Như Mộng                         | 宁安如梦           | Khương Tuyết Ninh                  | Trương Lăng Hách               | IQIYI (07-11-2023)                      | Vai chính     |
| 2025 | Bạch Nguyệt Phạn Tinh                    | 白月梵星           | Bạch Thước / Nữ thần Tinh Nguyệt   | Ngao Thụy Bằng                 | IQIYI (07-01-2025)                      | Vai chính     |
| 2025 | Bắc Thượng                               | 北上               | Hạ Phượng Hoa                      | Âu Hào                         | CCTV1, IQIYI (03-03-2025)               | Vai chính     |
| 2025 | Lâm Giang Tiên                           | 临江仙             | Hoa Như Nguyệt / Lý Thanh Nguyệt   | Tăng Thuấn Hy                  | IQIYI (06-06-2025)                      | Vai chính     |
| TBA  | Tây Du Ký: Nữ Nhi Quốc                   | 西游记女儿国       | Vô Song                            | Hầu Minh Hạo                   | TBA                                     | Vai chính     |
| TBA  | Triều Ca                                 | 朝歌               | Đặng Thiền Ngọc                    | Ngô Cẩn Ngôn, Trương Triết Hạn | TBA                                     | Vai phụ       |
| TBA  | Đường Cung Kỳ Án chi Thanh Vụ Phong Minh | 唐宫奇案之青雾风鸣 | Lý Bội Nghi                        | Vương Tinh Việt                | Youku                                   | Vai chính     |
| TBA  | Mạc Ly                                   | 莫离               | Diệp Ly                            | Thừa Lỗi                       | Tencent                                 | Vai chính     |

### Phim ngắn
| Năm  | Tựa đề                           | Tên tiếng Trung | Bạn diễn       | Đạo diễn |
| 2016 | Bức thư tình nhỏ / Tiểu tình thư | 小情书          | Vương Húc Đông | CatTree  |

## Chương trình tạp kĩ
| Năm  | Tên chương trình                          | Tựa đề tiếng Trung    | Vai trò                    |
| 2019 | Happy Camp                                | 快乐大本营            | Khách mời                  |
| 2019 | Sing or spin                              | 嗨唱转起来            | Khách mời                  |
| 2020 | Phái diễn xuất                            | 演技派                | Khách mời                  |
| 2020 | Happy Camp                                | 快乐大本营            | Khách mời                  |
| 2021 | Keep Running - Hoàng Hà 1                 | 奔跑吧 - 黄河篇       | Khách mời                  |
| 2021 | Keep Running Mùa 9                        | 奔跑吧 - 第九 季      | Khách mời                  |
| 2021 | Happy Camp                                | 快乐大 本营           | Khách mời                  |
| 2021 | Have Fun                                  | 嗨放派                | Khách mời                  |
| 2021 | Keep Running - Hoàng Hà 2                 | 奔跑吧 - 黄河 篇2     | MC - Thành viên thường trú |
| 2022 | Keep Running mùa 10                       | 奔跑吧 - 第十季       | MC - Thành viên thường trú |
| 2022 | Keep Running - Cùng nhau làm giàu         | 奔跑吧 - 共同富裕篇   | MC - Thành viên thường trú |
| 2023 | Keep Running mùa 11                       | 奔跑吧 - 第十一季     | MC - Thành viên thường trú |
| 2023 | Hi 6 - Xin chào thứ bảy                   | 你好星期六            | Khách mời                  |
| 2023 | Một triệu lời ước định - Ninh an như mộng | 100万个约定之宁安如梦 | Thành viên                 |
| 2023 | Keep Running - Mùa sinh thái              | 奔跑吧生态篇          | MC - Thành viên thường trú |
| 2024 | Keep Running mùa 12                       | 奔跑吧 - 第十二季     | MC - Thành viên thường trú |
| 2024 | Keep Running - Trà Mã Cổ Đạo              | 奔跑吧-茶马古道       | MC - Thành viên thường trú |
| 2024 | Hi 6 - Xin chào thứ bảy                   | 你好星期六            | Khách mời                  |
| 2025 | Keep Running mùa 13                       | 奔跑吧 - 第十三季     | MC - Thành viên thường trú |

## Âm nhạc

### Nhạc phim
| Năm  | Tên bài hát             | Tựa đề tiếng Trung | Kết hợp        | Phim                                                                              |
| 2017 | Tiểu nhân nghe lệnh     | 小的听令           |                | Ca khúc chủ đề phim: Đại Vương Không Dễ Làm                                       |
| 2018 | Phượng Tù Hoàng         | 凤囚凰             |                | Ca khúc chủ đề phim: Phượng Tù Hoàng                                              |
| 2018 | Giang Nam hận           | 江南恨             |                | Nhạc phim: Phượng Tù Hoàng                                                        |
| 2019 | Nhập mộng               | 入梦               | Hứa Khải       | Nhạc phim: Học viện quân sự Liệt Hỏa                                              |
| 2019 | Muốn ở bên anh          | 想和你一起         |                | Nhạc phim: Thế giới nợ tôi một mối tình đầu                                       |
| 2021 | Tử thoa ký              | 紫钗记             | Lục Hổ         | Nhạc phim: Ngọc Lâu Xuân                                                          |
| 2021 | Rung động               | 心动               |                | Nhạc phim: Một đời một kiếp                                                       |
| 2023 | Mùa tuyết               | 雪季               |                | Nhạc phim: Ninh An Như Mộng                                                       |
| 2025 | Xin đừng nhớ nhung      | 不要想念           | Ngao Thụy Bằng | Nhạc phim: Bạch Nguyệt Phạn Tinh                                                  |
| 2025 | Lâm Giang Tiên          | 临江仙             |                | Ca khúc chủ đề phim: Lâm Giang Tiên                                               |
| 2025 | Ly hôn ở Cộng hoà Ghana | 在加纳共和国离婚   | Tăng Thuấn Hy  | Ca khúc tuyên truyền phim: Lâm Giang Tiên Cover ca khúc "Ly hôn ở Cộng Hoà Ghana" |

### Đĩa đơn
| Thời gian phát hành | Tên bài hát                             | Tựa đề tiếng Trung   | Ghi chú                                                             |
| 23-09-2021          | My Sugar                                |                      | Ca khúc mừng sinh nhật 27 tuổi và kỷ niệm 5 năm debut của Bạch Lộc  |
| 26-05-2022          | Vũ trụ phiêu dạt                        | 漂浮宇宙             | MV cá nhân, phối hợp diễn Justin Hoàng Minh Hạo                     |
| 23-09-2022          | Did you see a little deer?              | 你有没有看见一只小鹿 | Ca khúc mừng sinh nhật 28 tuổi                                      |
| 15-05-2024          | Ai thèm làm bạn chứ (More Than Friends) | 谁是你朋友           | Kết hợp với Chu Dực Nhiên Cover ca khúc "Unfriend Zone" (nhạc Thái) |
| 06-09-2024          | Fly                                     |                      | Album My Odyssey (Album kỹ thuật số - Kỷ niệm sinh nhật tuổi 30)    |
| 06-09-2024          | Hãy gắng sức tìm ra chính mình          | 多用力寻找自我       | Album My Odyssey (Album kỹ thuật số - Kỷ niệm sinh nhật tuổi 30)    |
| 06-09-2024          | Phiêu du tìm kiếm giữa trời đêm         | 夜空寻游             | Album My Odyssey (Album kỹ thuật số - Kỷ niệm sinh nhật tuổi 30)    |

### Tham gia MV
| Năm  | Tên MV   | Tựa đề tiếng Trung | Ca sĩ thể hiện |
| 2016 | Lưu Ngôn | 留言               | Lục Hổ         |

### Video âm nhạc
| Năm  | Tựa đề                                                                    | Tựa đề tiếng Trung                       | Bạn điễn                    | Đạo diễn | Tham khảo |
| 2015 | Trên thế giới không có cái gọi là trò đùa, trò đùa đều có phần nghiêm túc | 世界上没有所谓的玩笑，玩笑都有认真的成分 | Trương Minh Ân              | CatTree  | [ 18 ]    |
| 2015 | Thật tuyệt vời khi được gặp anh                                           | 遇见你这么美好的事情                     | Vương Húc Đông              | CatTree  | [ 19 ]    |
| 2016 | Mùa đông này, anh yêu đương không?                                        | 这个冬天，你恋爱了吗                     | Vương Húc Đông              | CatTree  | [ 20 ]    |
| 2016 | Thế giới lớn như vậy, có thể gặp được anh, thật may mắn                   | 世界那么大，能与你相遇，真幸运           | Vương Húc Đông              | CatTree  | [ 21 ]    |
| 2016 | Em còn muốn anh như thế nào?                                              | 你还要我怎样                             | Tôn Kiên                    | CatTree  | [ 22 ]    |
| 2016 | Thời gian trôi qua thật lâu, lâu đến tên anh lúc nhỏ cũng sẽ quên         | 时间过去很久，久到男孩的名字你都会忘记   | Ngô Giai Di, Phạm Hiểu Đông | CatTree  | [ 23 ]    |
| 2016 | Thế giới lớn như thế, em cũng chỉ muốn gặp anh một lần                    | 世界这么大，我也只想见见你               |                             | CatTree  | [ 24 ]    |
| 2016 | Luôn có một nơi mềm mại                                                   | 总有一处柔软的地方                       |                             | CatTree  | [ 25 ]    |
| 2016 | Chắc chắn sẽ có một người không xa vạn dặm tìm tới bạn, bạn phải đợi      | 总会有一个人不远万里找到你，你要等       | Vương Húc Đông              |          | [ 26 ]    |

## Giải thưởng và đề cử
| Năm  | Giải thưởng                                                       | Hạng mục                                         | Tác phẩm                                                                | Kết quả   | Tham khảo |
| 2017 | Tencent Video - Tinh Quang Đại Thưởng                             | Nữ diễn viên tiềm lực của năm                    | Đại Vương không dễ làm                                                  | Đoạt giải | [ 27 ]    |
| 2018 | IQiyi Screaming Night 2019                                        | Nữ diễn viên mới xuất sắc nhất                   | Phượng Tù Hoàng                                                         | Đoạt giải | [ 28 ]    |
| 2019 | IQiyi Screaming Night 2020                                        | Nữ nghệ nhân - Nhân khí của năm                  | Học viện quân sự Liệt Hỏa                                               | Đoạt giải | [ 29 ]    |
| 2019 | Giải thưởng Diễn vên giỏi Trung Quốc lần thứ 6                    | Nữ diễn viên xuất sắc - phim chiếu mạng          | Chiêu Diêu, Học viện quân sự Liệt Hỏa, Thế giới nợ tôi một mối tình đầu | Đề cử     |           |
| 2020 | Today's Headlines Thịnh Điển                                      | Thế lực Minh tinh Today's Headlines              | —                                                                       | Đoạt giải | [ 30 ]    |
| 2020 | Giải thưởng Diễn viên giỏi Trung Quốc lần thứ 7                   | Nữ diễn viên xuất sắc - phim chiếu mạng          | Nửa là đường mật, nửa là đau thương                                     | Đoạt giải | [ 31 ]    |
| 2020 | IQiyi Screaming Night 2021                                        | Nữ diễn viên nhân khí của năm                    | Nửa là đường mật, nửa là đau thương                                     | Đoạt giải | [ 32 ]    |
| 2021 | Giải thưởng Văn Vinh điện ảnh và truyền hình Hoành Điếm lần thứ 8 | Nữ diễn viên truyền hình trẻ xuất sắc nhất       | Một Đời Một Kiếp                                                        | Đề cử     | [ 33 ]    |
| 2021 | Giải thưởng Hoa Đỉnh lần thứ 32                                   | Nữ diễn viên chính xuất sắc nhất - phim cổ trang | Châu Sinh Như Cố                                                        | Đề cử     | [ 34 ]    |
| 2021 | iQiyi International Station QAwards 2021                          | Nữ diễn viên nổi tiếng của năm                   | —                                                                       | Đoạt giải | [ 13 ]    |
| 2022 | Đêm văn hóa Trung Quốc ngoại giao toàn cầu lần thứ 7              | Nữ diễn viên được yêu thích nhất                 | —                                                                       | Đoạt giải | [ 14 ]    |
| 2022 | Liên hoan phim Kim Cốt Đóa lần thứ 6                              | Nữ diễn viên được yêu thích nhất năm             | Châu Sinh Như Cố                                                        | Đoạt giải | [ 35 ]    |
| 2022 | Liên hoan phim Trung - Mỹ 2022                                    | Nữ diễn viên trẻ xuất sắc nhất năm               | Châu Sinh Như Cố                                                        | Đoạt giải |           |
| 2022 | QG Thịnh Điển                                                     | Diễn Viên trẻ xuất sắc nhất năm                  | Cảnh Sát Vinh Dự                                                        | Đoạt giải |           |
| 2023 | Đêm Hội Weibo 2022                                                | Diễn viên vượt trội của năm                      | Cảnh Sát Vinh Dự, Châu Sinh Như Cố                                      | Đoạt giải |           |
| 2023 | Đêm Hội Gào Thét iQiyi                                            | Nữ diễn viên gào thét                            | Ninh An Như Mộng                                                        | Đoạt giải |           |
| 2023 | Thịnh Điển GQ                                                     | Sức mạnh hướng về phía trước                     | —                                                                       | Đoạt giải |           |
| 2023 | Đêm Hội Tầm Nhìn Weibo - Vi Quang Thịnh Điển                      | Diễn viên có sức kêu gọi của năm                 | Trường Nguyệt Tẫn Minh, Dĩ Ái Vi Doanh, Ninh An Như Mộng                | Đoạt giải |           |
| 2024 | Đêm Hội Weibo 2023                                                | Diễn viên được chú ý của năm                     | Trường Nguyệt Tẫn Minh, Ninh An Như Mộng                                | Đoạt giải |           |
| 2024 | Đêm Hội Tầm Nhìn Weibo 2024                                       | Tác phẩm được mong đợi của năm                   | Bắc Thượng                                                              | Đoạt giải |           |
| 2024 | Đêm Hội Gào Thét iQiyi                                            | Diễn viên được chú ý của năm 2025                | —                                                                       | Đoạt giải |           |
| 2025 | Đêm Hội Weibo 2024                                                | Diễn viên nhiệt độ của năm                       | —                                                                       | Đoạt giải |           |